# Talsperre Misicuni
Die Talsperre Misicuni (spanisch Proyecto Múltiple Misicuni oder Presa Misicuni) ist eine Talsperre mit Wasserkraftwerk im Departamento Cochabamba, Bolivien. Sie staut den Río Misicuni zu einem Stausee auf. Die Talsperre befindet sich ca. 35 km nördlich der Stadt Cochabamba.
Die Talsperre ist im Besitz des Unternehmens Misicuni. Das Kraftwerk gehört der Empresa Nacional de Electricidad (ENDE); es wird aber von dem Tochterunternehmen Corani betrieben. Das Kraftwerk wurde durch den Präsidenten Boliviens, Evo Morales, am 7. September 2017 offiziell eingeweiht.

## Absperrbauwerk
Das Absperrbauwerk ist ein CFR-Damm mit einer Höhe von 120 m über der Gründungssohle (112 m über dem Flussbett). Die Dammkrone liegt auf einer Höhe von 3784 m über dem Meeresspiegel. Die Länge der Dammkrone beträgt 434 m. Der Staudamm verfügt über eine Hochwasserentlastung auf der linken Seite, über die maximal 1220 m³/s abgeleitet werden können.

## Stausee
Beim maximalen Stauziel von 3774 m fasst der Stausee 150 (bzw. 180) Mio. m³ Wasser.

## Kraftwerk
Das Kraftwerk verfügt über eine installierte Leistung von 120 MW. Es dient der Abdeckung der Spitzenlast und soll 3 bis 4 Stunden am Tag Strom erzeugen. Ursprünglich waren als installierte Leistung 80 MW und eine durchschnittliche Jahreserzeugung von 217 Mio. kWh geplant.
Die drei Pelton-Turbinen mit horizontaler Welle leisten jede maximal 42,77 MW und die Generatoren 49,5 MVA. Die Nenndrehzahl der Turbinen liegt bei 600/min. Die Nennspannung der Generatoren beträgt 11,5 kV. In der Schaltanlage wird die Generatorspannung von 11,5 kV mittels Leistungstransformatoren auf 115 kV hochgespannt. Die maximale Fallhöhe beträgt 1019 m. Der maximale Durchfluss liegt bei 4,68 m³/s je Turbine.
Das Kraftwerk liegt ca. 20 km von Cochabamba entfernt auf einer Höhe von 2737 m über dem Meeresspiegel. Von der Talsperre führt ein 20 km langer Tunnel (entgegen der eigentlichen Fließrichtung des Misicuni) sowie daran anschließend eine Druckrohrleitung (Länge 3,8 km; Durchmesser 1,6 m) zum Kraftwerk. Beim Kraftwerk befindet sich ein Wasserbecken, das 280.000 m³ speichern kann. Das Becken dient als Pufferspeicher, da das Wasser zur Bewässerung und Trinkwasserversorgung genutzt wird, nachdem es das Kraftwerk passiert hat.

## Sonstiges
Die Kosten für die Errichtung des Staudamms wurden von der IADB ursprünglich auf 85 Mio. USD geschätzt. Nach der Fertigstellung werden die Kosten der Talsperre mit 146 Mio. USD, die des Kraftwerks mit 142 und die des Tunnels mit 85 Mio. USD angegeben.